# 石崎嘉彦
石崎 嘉彦（いしざき よしひこ、1948年 - ）は、日本の哲学者・倫理学者。専攻は、哲学・倫理学・政治哲学。摂南大学名誉教授。

## 経歴
出生から修学期
1948年、京都府相楽郡木津町（現・木津川市）で生まれた。鹿児島大学法文学部倫理学専攻で学び、1974年に卒業。大阪大学大学院文学研究科に進み、1982年に博士課程を単位取得退学。
倫理学研究者として
摂南大学言語文化部助教授に就いた。後に教授昇格。言語文化部が外国語学部となってからは同教授。2009年、学位論文『倫理学としての政治哲学：ひとつのレオ・シュトラウス政治哲学論』を広島大学に提出して文学博士の学位を取得。2014年に摂南大学を定年退職し、同大学名誉教授となった。2016年より大和大学政治経済学部教授。

## 著作

### 著書
- 『倫理学としての政治哲学：ひとつのレオ・シュトラウス政治哲学論』ナカニシヤ出版(叢書フロネーシス) 2009
- 『ポストモダンの人間論：歴史終焉時代の知的パラダイムのために』ナカニシヤ出版 2010
- 『政治哲学と対話の弁証法：ヘーゲルとレオ・シュトラウス』晃洋書房 2013

### 共編著
- 『人間論の21世紀的課題：応用倫理学の試練』山内広隆共著、ナカニシヤ出版 1997
- 『知の21世紀的課題：倫理的な視点からの知の組み換え』石田三千雄・山内廣隆共編、ナカニシヤ出版 2001
- 『ポストモダン時代の倫理』紀平知樹・丸田健・森田美芽・吉永和加共著、ナカニシヤ出版(シリーズ人間論の21世紀的課題) 2007
- 『グローバル世界と倫理』太田義器・三浦隆宏・西村高宏・河村厚・山田正行共著、ナカニシヤ出版(シリーズ人間論の21世紀的課題) 2008

### 訳書
- 『政治学としての解釈学』スタンレー・ローゼン（英語版）著、監訳、ナカニシヤ出版(叢書フロネーシス） 1998
- 『道徳の哲学者たち：倫理学入門』リチャード・ノーマン（英語版）著、塚崎智・樫則章共監訳、ナカニシヤ出版 2001
- 『レオ・シュトラウスと神学：政治問題』ハインリッヒ・マイアー（英語版）著、飯島昇藏・太田義器共監訳、晃洋書房 2010

レオ・シュトラウス著作
- 『自然権と歴史』レオ・シュトラウス著、塚崎智共訳、昭和堂(テオレイン叢書) 1988
  - 文庫化 ちくま学芸文庫
- 『政治哲学とは何か：レオ・シュトラウスの政治哲学論集』レオ・シュトラウス著、昭和堂(テオレイン叢書) 1992
- 『古典的政治的合理主義の再生：レオ・シュトラウス思想入門』L・シュトラウス著、T・L・パングル編序、監訳、ナカニシヤ出版(叢書フロネーシス) 1996
- 『僭主政治について』レオ・シュトラウス著、飯島昇藏・面一也・金田耕一共訳、現代思潮新社 2006-2007
- 『リベラリズム 古代と近代』レオ・シュトラウス著、飯島昇藏と訳者代表、ナカニシヤ出版(叢書フロネーシス) 2006
- 『政治哲学とは何であるか? とその他の諸研究』レオ・シュトラウス著、飯島昇藏・近藤和貴・中金聡・西永亮・高田宏史共訳、早稲田大学出版部 2014